# Розсипне (Казахстан)
Розсипне́ (каз. Рассыпное) — село у складі Шемонаїхинського району Східноказахстанської області Казахстану. Адміністративний центр Каменевського сільського округу.
Населення — 648 осіб (2021; 867 у 2009, 1018 у 1999, 1288 у 1989).
Національний склад станом на 1989 рік:
- росіяни — 100 %